# Medythia
Medythia is een geslacht van kevers uit de familie bladkevers (Chrysomelidae).
De wetenschappelijke naam van het geslacht werd in 1887 gepubliceerd door Martin Jacoby.

## Soorten
- Medythia bukit Mohamedsaid, 1999
- Medythia constricticollis (Jacoby, 1892)
- Medythia javana (Jacoby, 1884)
- Medythia lankana Mohamedsaid, 1997
- Medythia marginicollis Mohamedsaid, 1999
- Medythia nimbanus (Selman, 1963)
- Medythia nonveilleri Berti, 1983
- Medythia punctatissima Berti, 1983
- Medythia quadrimaculata Jacoby, 1887
- Medythia quaterna (Fairmaire, 1880)
- Medythia siamensis Kimoto, 1989
- Medythia suturalis (Motschulsky, 1858)
- Medythia taeniatus (Wollaston, 1867)